# 怪獸電影

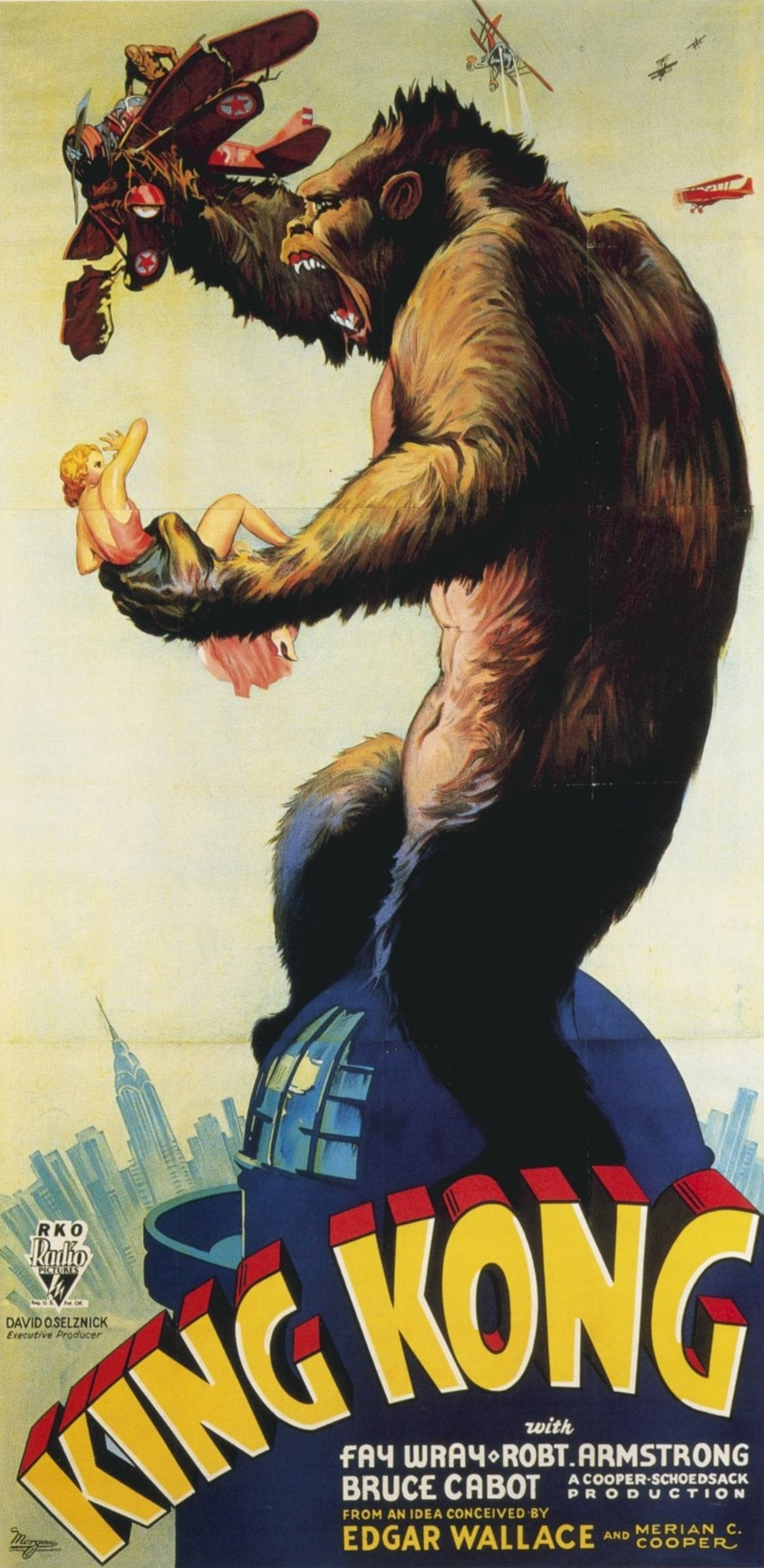
1933年的《金剛》是最早且最有名的怪獸電影之一

怪獸電影是一種電影類型，主要描述或呈現人類和怪物間的對抗。學術上並沒有此種分類，怪獸電影通常分類在恐怖、奇幻或科幻電影，此類電影中大多都有體型巨大或怪異的虛構生物，有些是來自民間傳說或文學作品。電影中的怪獸和傳統劇情中的敵人不同，大部分是在自身無法控制的情境下、做出不得已的舉動，因此可使觀眾對之產生同情。
在1960年代左右，如日本就制作过不少怪兽特摄电影，其中代表的包括哥吉拉、魔斯拉、加美拉……。同期妖怪特摄电影亦不少，包括大映制作过《妖怪百物语》、《妖怪大战争》、《东海道妖怪之路》
1933年上映的電影《金剛》是最早且最著名的怪獸電影之一，也被認為是電影史上的里程碑，怪獸「金剛」（或類似的生物）隨後還出現在其他電影或作品中，1976、2005年各有一部根據原作重拍的同名電影上映，日本的東寶電影公司於1962、1967年也拍攝過《金剛對哥吉拉》及《金剛的逆襲》。
《金剛》激發了許多電影及動畫創作者的靈感，一個著名的例子是1953年的電影
《原子怪兽》，描述一隻虛構的恐龍(Rhedosaurus)因為原子彈的測試而從北極的冰層中甦醒，並且進入紐約市大破壞，一般認為此片帶動了50年代「以怪物為主角」、或結合核子恐慌的電影風潮。1954年日本東寶沿用相同構想，製作了該公司第一部成功的怪獸電影《哥吉拉》，並且持續拍攝續集，至2004年為止總共28部系列作品，使「哥吉拉」和金剛一樣成為電影史中最廣為人知的怪獸之一。
東寶持續拍攝怪獸電影，創造出諸如拉頓、摩斯拉、王者基多拉等知名的電影怪獸。1965年角川映畫開始製作自己的怪獸電影系列「卡美拉」，和東寶互別苗頭。美國版的《哥吉拉》（中文譯名：酷斯拉）在1998年上映後，怪獸電影的格局有了轉變，該片雖吸引了更多觀眾，但片中的「哥吉拉」和日本版本完全不同，多數傳統「哥吉拉」的影迷並不喜歡，以致後來東寶乾脆將「酷斯拉」視為不同的怪獸，還正名為「吉拉」。

## 著名作品
- 哥吉拉系列電影
- 摩斯拉系列電影
- 卡美拉系列電影
- 金剛系列電影
- 駭人怪物 (2006年電影)
- 科洛弗檔案 (2008年的電影)
- 环太平洋
- 普羅米修斯
- 大白鲨（1975年电影）
- 巨齿鲨（2018年电影）
- 异形魔怪系列电影

## 外部連結
- Sciencemonster.net （页面存档备份，存于） — 科幻怪獸的目錄、背景和電影下載

1. ↑  葉怡君. . 遠流. 2012/07/01: 97. ISBN 9789573270003.